# Frio megye
Frio megye az Amerikai Egyesült Államokban, azon belül Texas államban található. Megyeszékhelye és legnagyobb városa Pearsall. Lakosainak száma 18 385 fő (2020. április 1.). Frio megye Dimmit, Atascosa, Medina, La Salle, Zavala, Uvalde és McMullen megyékkel határos.

## Népesség
A megye népességének változása:
| Lakosok száma | 17 233 | 17 416 | 17 776 | 18 065 | 18 793 | 18 385 |
|               | 2010   | 2011   | 2012   | 2013   | 2015   | 2020   |